# Пау-д’Арку (Токантинс)
Пау-д’Арку (порт. Pau D'Arco) — муниципалитет в Бразилии, входит в штат Токантинс. Составная часть мезорегиона Западный Токантинс. Входит в экономико-статистический микрорегион Арагуаина. Население составляет  4 588 человек на 2010 год. Занимает площадь 1 377,406 км². Плотность населения — 3,33 чел./км².

## Демография
Согласно сведениям, собранным в ходе переписи 2010 г. Национальным институтом географии и статистики (IBGE), население муниципалитета составляет:
| Полное население                               | Полное население                               | Полное население                               | Полное население                               | 4 588 |
| ---------------------------------------------- | ---------------------------------------------- | ---------------------------------------------- | ---------------------------------------------- | ----- |
| в том числе:                                   | Городское население                            | 2 900                                          | Процент городского населения, %                | 63,21 |
|                                                | Сельское население                             | 1 688                                          | Процент сельского населения, %                 | 36,79 |
|                                                | Мужское население                              | 2 459                                          | Процент мужского населения, %                  | 53,60 |
|                                                | Женское население                              | 2 129                                          | Процент женского населения, %                  | 46,40 |
| Плотность населения, чел/км²                   | Плотность населения, чел/км²                   | Плотность населения, чел/км²                   | Плотность населения, чел/км²                   | 3,33  |
| Население муниципалитета в % к населению штата | Население муниципалитета в % к населению штата | Население муниципалитета в % к населению штата | Население муниципалитета в % к населению штата | 0,33  |

По данным оценки 2016 года население муниципалитета составляет 4 814 жителей.

## Важнейшие населенные пункты
| № | Населённый пункт | Населённый пункт (порт.) | Категория | Население чел. (2010) | На карте                       |
| - | ---------------- | ------------------------ | --------- | --------------------- | ------------------------------ |
| 1 | Пау-д’Арку       | Pau d'Arco               | город     | 2 900                 | 7°32′31″ ю. ш. 49°22′07″ з. д. |
| 2 | Филаделфия       | Filadélfia               | поселок   | 303                   | 7°30′46″ ю. ш. 48°50′21″ з. д. |
| 3 | Судан            | Sudam                    | поселок   | 37                    | 7°29′07″ ю. ш. 48°51′48″ з. д. |